# 克莱翁
克莱翁（法語：Cléon，法語發音：[kleɔ̃]）是法国滨海塞纳省的一个市镇，属于鲁昂区。

## 地理
克莱翁（49°18'54"N, 1°2'8"E）面积6.47 平方千米，位于法国诺曼底大区滨海塞纳省，该省份为法国北部沿海省份，其西部及北部濒大西洋英吉利海峡，东起顺时针与索姆省、瓦兹省、厄尔省和卡爾瓦多斯省接壤。
与克莱翁接壤的市镇（或旧市镇、城区）包括：弗勒讷斯、瓦塞勒、奥里瓦勒、圣欧班莱塞尔伯夫、图维尔拉里维耶尔。

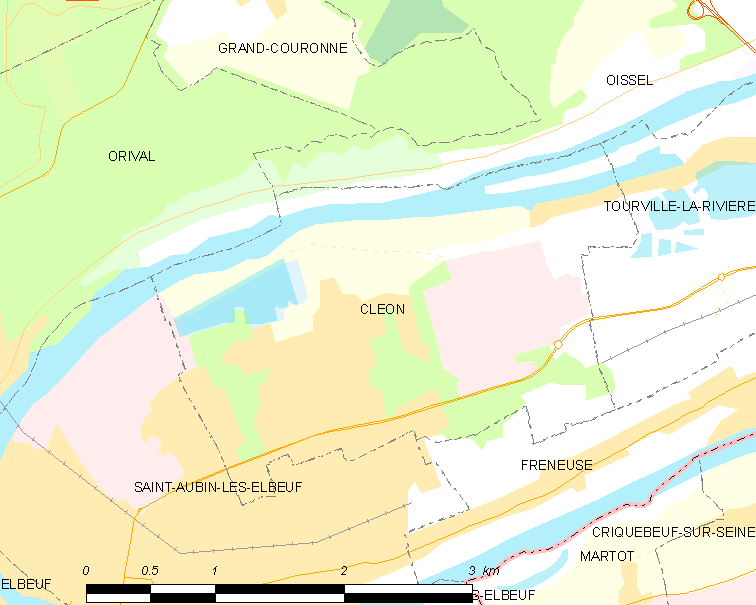
克莱翁的OSM定位图

克莱翁的时区为UTC+01:00、UTC+02:00（夏令时）。

## 行政
克莱翁的邮政编码为76410，INSEE市镇编码为76178。

## 政治
克莱翁所属的省级选区为科德贝克-莱塞尔伯夫县。

## 人口

1962-2008年间克莱翁人口变化图示

克莱翁于2022年1月1日时的人口数量为4863人。